# トーホープラザビル
トーホープラザビルは、東京都練馬区錦の川越街道（国道254号）と富士街道（環八）の交差部と、陸上自衛隊練馬駐屯地の間の三角形のエリアにある複合ビルである。地元での一般呼称はトーホーボール。

## 概要
ボウリング場、ディスカウントショップ、DVD・フィギュア等販売店などからなる。ビル自体の竣工年は未検証だが、ボウリング場は1970年に開業している。
2階の駐車場に上がる坂が、かなり急勾配である。
最寄りにはかつて島忠家具センターがあり、倉庫が火事にもなった。トーホープラザビル、東京ガス、NTT東日本、旧島忠が入ったビル、自衛隊の鉄塔と、このエリアは70年代頃から高層建築が集積している。

## 歴史
古くから城北エリアのアミューズメントの中核を担ってきた。山下達郎、尾崎豊も子供の頃に通ったと言われる。 

### 富士山の眺望
環八（富士街道）の陸橋や練馬春日町駅の高層タワーができる前、トーホープラザビルと東京ガスの間の交差点を渡るときに「富士街道」の名が示すとおり、地上道路から富士山が望めた。当ビルの窓からも富士山は望めたが、ポスターなどが掲示され目隠しされている。
- 1970年（昭和45年3月25日）- ボウリング場が開業。
- 2003年（平成5年）8月13日 -「ドン・キホーテ練馬店」開店。

## フロア構成
2019年の時点
- 6階 - ボウリング場
- 5階 - 「トーホーレジャープラザ」（2020年7月で閉店）
- 4階 - ドン・キホーテ
- 3階 - ドン・キホーテ
- 2階 - 駐車場、「プレジャ練馬店」（DVD・フィギュア等販売）
- 1階 - 駐車場

## かつてのフロア構成
70~80年代頃は1階がパチンコとオートテック（カー用品）、エアホッケーなどのゲームコーナー、2階が駐車場とレストラン、3階がオートテック、4階が日用品や家具、雑貨、家電売り場、5階と6階がボウリング場（5階は後に家電専門売り場）だった。また5階か6階のフロアの一部がゲームコーナーで、ゲーム&ウオッチやファミリーコンピュータが出始めた頃、ゲーム機売り場やスポーツ用品もあった。 
- 6階 - ボウリング場
- 5階 - ボウリング場（後に家電専用売り場）
- 4階 - 日用品・家電・ゲーム機
- 3階 - オートテック
- 2階 - 駐車場、レストラン（後にイタリアントマト）
- 1階 - オートテック、パチンコ、ゲームコーナー

## 周辺
- 自衛隊練馬駐屯地
- 東武練馬駅
- 平和台駅
- 国際興業バス練馬営業所（車庫）
- 東京ガスライフバル練馬・板橋北 練馬東店
- NTT東日本 北町ビル
- 旧島忠家具センター（現キャロム練馬店）
- 練馬区立北町小学校
- 練馬区立平和台図書館